# 綱付山 (三好市)
綱付山（つなつきやま）は、徳島県三好市に位置する山である。標高580.0m。

## 地理
三好市井川地区（旧井川町）の北西部にある山。八石山から北に延びる山稜の先端部に位置する。JR佃駅の南方約1.5kmの地点にある。
ほぼ全山にわたってスギ・ヒノキの人工林である。地質は三波川帯に属す。